# Barad-dûr
(J. R. R. Tolkien, Il Signore degli Anelli, op. cit., p.495)
Barad-dûr ("torre oscura" in sindarin; Lugbúrz nel linguaggio nero) è una torre di Arda, l'universo immaginario fantasy creato dallo scrittore inglese J. R. R. Tolkien per le sue opere, e nello specifico per i due libri Il Signore degli Anelli e Il Silmarillion. 
È la dimora di Sauron nella Terra di Mezzo ed è situata nella regione di Mordor, su una cresta degli Ered Lithui a est del vulcano chiamato Monte Fato.

## La Torre Oscura

Scudo con l'Occhio di Sauron, emblema degli Orchi di Mordor.

Circondata dalle ombre, a causa delle ceneri continuamente eruttate dal vulcano nelle vicinanze, ma anche per la presenza di Sauron in essa, Barad-dûr è descritta (e percepita spesso anche dagli stessi protagonisti de Il Signore degli Anelli) come rappresentazione ed estensione fisica della volontà e della potenza del Maia decaduto.
Tolkien non specifica mai con chiarezza quale sia la reale dimensione ed imponenza della Torre Oscura, ma ne fa cogliere fugacemente al lettore, come nella visione d'insieme che ne ha Frodo prima del suo crollo finale, quegli aspetti che sono rappresentativi della mente contorta e sigillata di Sauron: l'Occhio senza palpebre "osserva" insonne la Terra di Mezzo dal pinnacolo più alto di Barad-dûr, la cui surreale ed immensa architettura è un insieme grottesco di innumerevoli torrette, fossati, cortili, prigioni e «immensi cancelli d'acciaio e diamante».
Essendo la torre la più completa realizzazione dei pensieri e delle azioni di Sauron, la trasformazione della fortezza di Isengard operata da Saruman non può che condurre fatalmente a una mimesi, ma imperfetta, «un modello infantile o una lusinga da cortigiano» - come precisa Tolkien - «di quella immensa fortezza, prigione, armeria, fornace chiamata Barad-dûr, la Torre Oscura, il cui enorme potere non temeva rivali, si beffava delle lusinghe e faceva ogni cosa con comodo, calma e sicura com'era col suo orgoglio e la sua forza smisurata.»; così come un ulteriore modello imperfetto della grande torre risulta essere anche il "nuovo" mulino/fucina di Ted Sabbioso nella Contea deturpata da Saruman a immagine di Mordor.

## Storia
L'esistenza di Barad-dûr è legata a quella di Sauron e dell'Unico Anello essendo stata edificata con l'ausilio del suo potere.
La sua costruzione, iniziata nell'anno 1000 della Seconda Era, richiese oltre seicento anni ed essa divenne la più grande fortezza mai edificata dopo Angband; Sauron vi infuse - chiarisce Tolkien - molto del suo potere affinché potesse perdurare intatta nel corso delle ere. Come la fortezza di Morgoth, il maestro di Sauron, era celata dai Thangorodrim, così la Torre Oscura è nascosta dalle catene montuose che circondano in buona parte Mordor: gli Ephel Dúath a ovest e gli Ered Lithui a nord.
In seguito all'assedio di Barad-dûr gli eserciti dell'ultima alleanza stretta da uomini ed elfi demolirono la torre nel 3441 della Seconda Era, dopo la sconfitta di Sauron. Tuttavia poiché la fortezza era stata creata grazie all'ausilio dell'Anello, le sue fondazioni non potevano essere distrutte se non gettando l'Anello nella voragine di Sammath Naur sul Monte Fato dove il potente artefatto era stato creato.
 
Ma Isildur, ammaliato dal potere dell'Anello che aveva sottratto a Sauron, si rifiutò di liberarsene gettandolo nel fuoco, e così Barad-dûr poté essere nuovamente ricostruita, nel corso della Terza Era, quando Sauron, migliaia di anni dopo, ritornò a Mordor.
Ciò che Isildur non era stato in grado di compiere viene infine compiuto dal Portatore dell'Anello grazie a Gollum; scomparso il potere di Sauron, Barad-dûr crolla su se stessa.

## Adattamenti
Barad-dûr è stata ricreata nella trasposizione cinematografica de Il Signore degli Anelli diretta da Peter Jackson sulla base dei disegni dell'illustratore John Howe che assieme ad Alan Lee ha curato il design concettuale per le scenografie del film. Per esigenze cinematografiche, ne Il ritorno del re, la torre è chiaramente visibile dal Morannon, quando gli eserciti di Gondor e di Mordor si affrontano sui monti di scorie, mentre nel romanzo questo non accade a causa della distanza.
La torre è raggiungibile solo attraverso un ponte eretto su un semi-fossato in cui sgorga lava proveniente dal monte Fato. Il basamento è costruito e incavato nella roccia sopra la quale si innalza il resto della struttura visibile da tutta la pianura di Gorgoroth, e la sua corona è caratterizzata da un doppio puntale, nel quale è sito l'occhio di Sauron. A seguito della distruzione dell'anello, l'intera fortezza collassa su sé stessa per poi essere polverizzata dalla deflagrazione dello stesso Sauron.